# لولوخورخوره

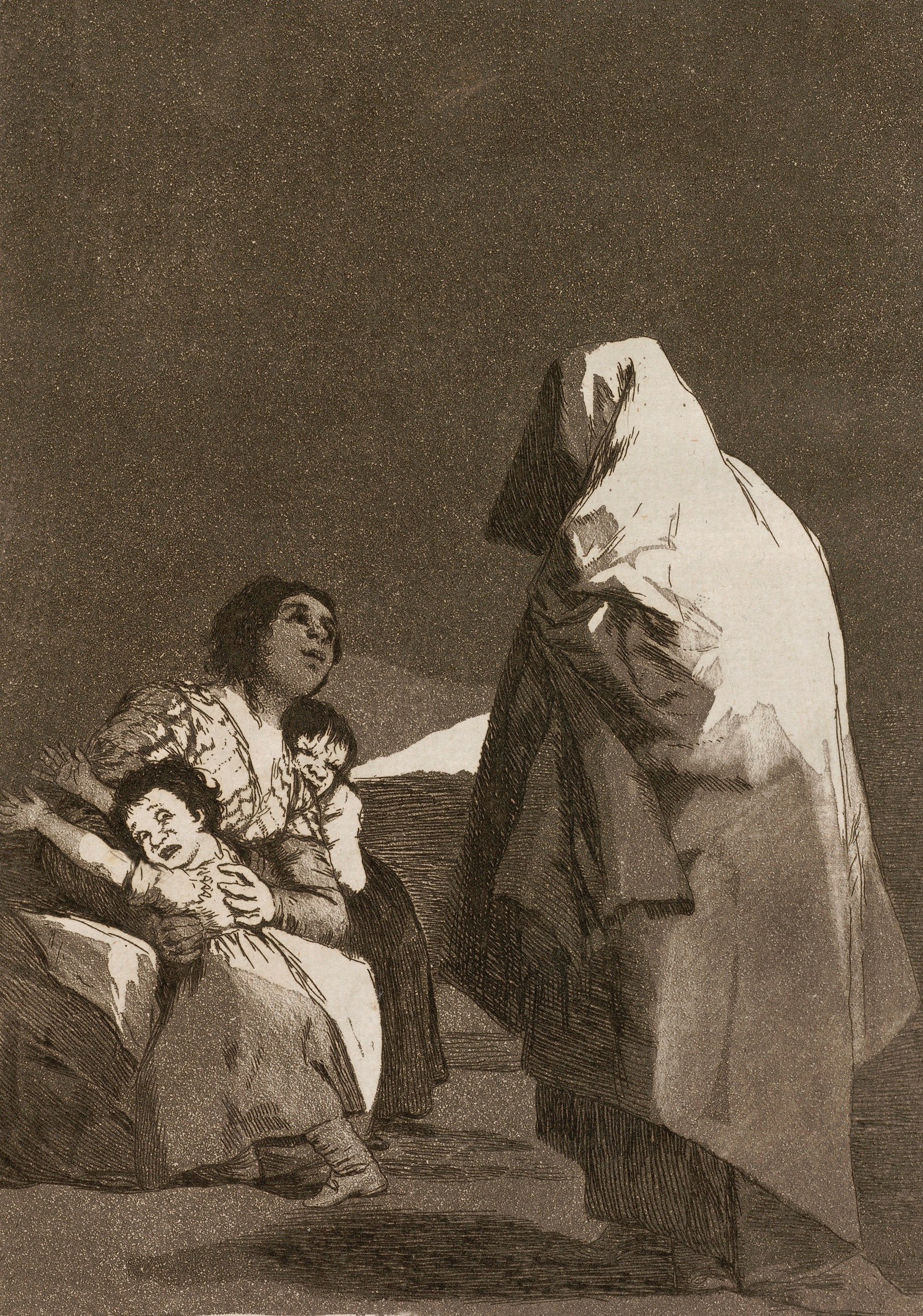
«دیو الان می‌آید» (Que viene el Coco) c.1797، اثر فرانسیسکو گویا

لولو خورخوره یا لولو موجودی خیالی است ساخته و پرداختهٔ پندار افراد جهت ترساندن کودکان بازیگوش.
مادران و پدران معمولاً برای کنترل رفتار کودک کوچک، به ویژه برای اطمینان از اینکه کودک غذای خود را بخورد به او تلقین می‌کنند که در صورت بدرفتاری یا نخوردن غذا، لولو آن‌ها را خواهد خورد. شکل و ریخت خاصی برای لولوخورخوره تعریف نشده‌است.
صفت خورخوره به معنای «بسیارخوار» است. گاه لولوخورخوره به معنای موجودی نامرئی است که وسایل خانه یا… را می‌دزدد. به مترسک‌هایی که در کشتزارها و بر بالای خرمن‌ها می‌گذارند تا کلاغ‌ها و دیگر پرندگان را بترساند «لولو سر خرمن» می‌گویند. لولو فاقد هرگونه ظاهر خاصی است و تصورات از این هیولا، در هر جامعه نسبت به جامعهٔ دیگر و حتی از خانواده‌ای نسبت به خانوادهٔ دیگر در همان جامعه، می‌تواند به شدت متفاوت باشد. در بسیاری از موارد، گرچه لولو هیچ‌گونه شکل خاصی در ذهن کودک ندارد، اما در عین حال او تنها تجسمی بی‌شکل از ترس و وحشت را در ذهن او تشکیل می‌دهد. لولو می‌تواند در معنای استعاری خویش، بر شخص یا چیزی دلالت کند که دچار ترس غیر منطقی نسبت به برخی چیزهاست. والدین غالباً به منظور تلاش در جهت اصلاح رفتارهای فرزندان خود بدان‌ها می‌گویند که اگر بچه‌ها مرتکب شیطنت شوند، لولو آن‌ها را با خود خواهد برد. افسانه لولو (به انگلیسی بوگی‌من) ممکن است از اسکاتلند، یعنی همان جایی که از چنین موجوداتی گاه با عنوان بوگل‌ها، بوگارت‌ها، یا بوگرها یاد می‌شود، سرچشمه گرفته باشد.

## لولو در فرهنگ‌های دیگر
داستان‌های مربوط به لولوها، در مناطق مختلف بایکدیگر متفاوت هستند. در بعضی از نقاط، جنسیت لولو مرد و در موارد دیگر، زن می‌باشد، و در عین حال مواردی هم هستند که لولو در آنها، جنسیت دوگانه دارد یا از هر دو جنس موجود است. در برخی از ایالت‌های آمریکا، از جمله ایالتهای غرب میانه آمریکا، لولو از پنجره‌ها بیرون می‌آید. در شمال غربی اقیانوس آرام، او ممکن است در «مه سبز» آشکار شود. در جاهای دیگر، او در زیر تختخواب یا در گنجه مخفی می‌شود و کودکان را هنگامی که در شب به خواب می‌روند، غلغلک می‌دهند. گفته شده‌است که زگیل می‌تواند توسط لولو به افراد منتقل شود. ممکن است در مورد لولو گفته شود که وی نوعی شرارت یا شیطنت به‌خصوص را هدف خویش قرار داده‌است، به عنوان مثال، می‌توان از لولوی که سراغ کودکانی می‌آید که انگشت شست خود را می‌مکند، یا لولوهای خاص سوء رفتار یا شیطنت‌های معمول، نام برد. چند نمونه از لولوها در فرهنگ‌های دیگر:
- در جمهوری آذربایجان: یک موجود شبیه لولو که پدر و مادرها با ارجاع بدان، فرزندان خود را به خوشرفتاری وادار می‌سازند، به نام خوخان ("xoxan") نامیده می‌شود. این کلمه در بین ترک های ایران نیز مرسوم است.
- در زبان انگلیسی به آن «بوگی‌من» گفته می‌شود.
- در باهاما: «مرد کوچک» (یا آدم کوچولو) نامی است که به مردی گفته می‌شود که به همراه خود یک سبد خرید دارد و هر کودکی که پس از غروب آفتاب در بیرون از خانه دیده شود را، برمی‌دارد و او را داخل آن سبد می‌اندازد. بدین ترتیب، اصطلاح «سبد خرید» یا «سبد نان» هنگامی به کار برده می‌شود که بخواهند رفتار بچه‌ها را با ترساندن اصلاح نمایند. گفته می‌شود که هر کس که توسط مرد کوچک گرفتار گردد، به یک آدم کوچولو تبدیل می‌شود و برای همیشه در ته سبد خرید مرد کوچک باقی خواهد ماند.
- در هلند: لولو بدون صورت یا بی چهره، به نام اود رود اوژن «Oude Rode Ogen» (پیر سرخ چشم) در سراسر منطقهٔ فلاندر شناخته می‌شود و گفته می‌شود که ریشه و منشأ آن از مچلن Mechelen سرچشمه گرفته‌است. می‌گویند که آدمخوار تغییر شکل یابنده، موجودی است که می‌تواند خود را به شکل انسان یا سگ سیاه دربیاورد. بعدها و در اوایل دهه ۱۹۰۰ میلادی، بر مبنای این شخصیت داستانی به نام نیکر برای کودکان نوشته شد، که به عنوان موجودی معروف شد که بچه‌هایی را که از ساعت خوابشان گذشته باشد، خواهد خورد.
- در برزیل و پرتغال: یک هیولای خاص که بیشتر به لولو شبیه‌است، بیچو پاگو نامیده می‌شود. (هیولای خورنده). تفاوت قابل توجهی که میان این هیولا با هومم دو ساکو موجود است، این است که دومی هیولایی است که در طی روز تهدیدکننده به‌شمار می‌رود و بیچو پاگو، تهدیدی است که شب‌ها و در زمان رفتن به بستر ظاهر می‌گردد.
- در بلغارستان: در برخی روستاها، مردم روستایی بر این باورند که موجودی پر از مو، تیره رنگ، و شبح مانند به نام تالاسام talasam (تال - آه - شاهم)، در سایه انبارهای متروک یا در اتاق‌های زیر شیروانی زندگی می‌کند و شب‌ها از جایگاه خویش بیرون می‌آید تا کودکان را کمی بترساند.
- در چروکی: در طول برگزاری جشنواره ذرت، مردان جوان چروکی، ماسک‌هایی به شکل آلت تناسلی مرد، بر تن می‌کنند و بدین شیوه، سیاستمداران را مسخره می‌کنند، بچه‌ها را می‌ترسانند تا آن‌ها را به خوب بودن وادار سازند، و علاوه بر این‌ها با تکان دادن ماسک خود و تعقیب کردن زنان و دختران جوان به اطراف، سعی بر اغوا کردن آنان می‌نمایند. این مراسم، اصطلاحاً رقص بوگر نامیده می‌شود و شرکت کنندگان مردی که در این مراسم شرکت می‌کنند، به عنوان مرد بوگر نامیده می‌شوند.
- در دانمارک و نروژ: معادل کلمهٔ لولو در زبان دانمارکی بوشه ماندن bussemanden یا باهماندن «Bøhmanden» (به معنای «بوهمان») می‌باشد. این موجود در زیر تخت کودکانی که نمی‌خواهد بخوابند پنهان می‌شود و آن‌ها را می‌رباید. همانند زبان انگلیسی، این کلمه اصطلاح عامیانه‌ای برای یاد کردن از مخاط بینی می‌باشد. در نروژ، از این موجود به عنوان بوسه مانن یاد می‌کنند.
- در مصر: مشابه لولو، ابو رجل مسلوخة می‌باشد، که می‌توان آن را به معنای «مرد پا سوخته» ترجمه نمود. این اسم، یادآور داستان خیلی ترسناکی است که پدر و مادرها، زمانی که فرزندان آن‌ها بی‌ادبی می‌کنند، برایشان تعریف می‌نمایند. «ابو رجل مسلوخه» هیولایی است که در دوران کودکی خویش، چون به حرف پدر و مادر خود گوش نمی‌کرد، آتش گرفت و سوخت. او کودکان شیطان را می‌رباید و ضمن پختنشان، آن‌ها را می‌خورد. این موجود، شبیه همان البوعبوع (البعبع) است که استفاده از آن در مصر، در ارتباط با همین موضوع شهرت دارد. او اغلب به عنوان یک مخلوق شبانگاهی (یک هیولای خاص شب) شناخته می‌شود که لباس سیاه می‌پوشد و برای ترساندن کودکانی استفاده می‌شود که مرتکب بی‌ادبی می‌شوند.
- در فنلاند: هیولای معادل لولو در فنلاند، مورکو mörkö می‌باشد. معروف‌ترین کاربرد این واژه این روزها در داستانی موسوم به مومین می‌باشد. در این داستان (که اصل آن به زبان سوئدی نوشته شده‌است)، مورکو یا همان گروک، موجودی هولناک و غول پیکر و شبح وار به رنگ آبی تیره می‌باشد.
- در فرانسه: معادل فرانسوی لولو، موجودی به نام le croque-mitaine است. معنای لغوی این کلمه به معنای موجودی است که دستکش تک انگشتی [دستکشی که دارای یک جا برای چهار انگشت و یکجا برای انگشت شست است] را، نیش می‌زند یا گاز می‌گیرد، یا به عبارت بهتر به معنای کسی که انگشتان دست را گاز می‌زند و با سر و صدا می‌جود! کلمهٔ mitaine، در این اسم به گونه‌ای غیررسمی بر دستکش‌های تک انگشتی دلالت دارد.
- در آلمان: در آلمان لولو به عنوان شوارتزمن Der schwarze Mann (مرد سیاه)، بوهمن "Buhmann" یا بوتزمن Butzemann شناخته می‌شود. کلمهٔ «شوارتز» در این تعبیر، به رنگ پوست این موجود اشاره نمی‌کند، اما به اولویت این موجود برای مخفی کردن خودش در مکان‌های تاریک، مثل گنجه یا در زیر تختخواب کودکان و همین‌طور مخفی شدن شبانه‌اش در جنگل‌ها اشاره دارد. این نام همچنین در اسم بازی فعالانه‌ای به کار گرفته شده که مخصوص کودکان خیلی کوچک است. این بازی Wer hat Angst vorm schwarzen Mann? نام دارد که ترجمه نام آن این است: کی (چه کسی) از مرد سیاه می‌ترسد؟. همین‌طور در یک آهنگ فولکلور و سنتی بسیار قدیمی به نام: Es tanzt ein Bi-Ba-Butzemann in unserm Haus herum، که ترجمهٔ عنوان آن می‌شود: یک بی با لولو در حال رقصیدن در اطراف خانه ماست.
- در یونان و قبرس: در دنیای یونانی زبان، معادل لولو موجودی است که با عنوان بابولاس (به یونانی: Μπαμπούλας) شناخته شده‌است. معمولاً گفته می‌شود که بابولاس در زیر بستر یا تختخواب افراد پنهان می‌شود، هرچند که جزئیات داستان‌های مربوط به او توسط پدر و مادرها به گونه‌های مختلفی شرح داده می‌شود.
- در ایسلند: معادل ایسلندی لولو، موجودی بنام گریلا Grýla است، که یک غول مؤنث (زن) می‌باشد که بچه‌های بی‌تربیت و بدرفتار را باخود می‌برد و آن‌ها را می‌خورد. با این حال، از داستان‌ها چنین برمی آید که او مدت‌ها قبل مرده‌است و تنها در دوره‌ای از زمان حاضر بوده‌است. گریلا همچنین مادر یول لیدز، که همان معادل ایسلندی سانتا کلاوس می‌باشد، به‌شمار می‌رود.
- در هندوستان: در هند، این موجود با نام‌های مختلفی شناخته شده‌است:

در شمال هند (هند شمالی): کودکان گاهی با نام بردن از موجودی بنام دارچونکی Daar Chownki ترسانیده می‌شوند یا مورد تهدید قرار می‌گیرند، موجودی که یک نگهبان شبانگاهی به حساب می‌آید و کودکانی را که از رفتن به بستر و خوابیدن امتناع می‌ورزند، با خود می‌برد.
در جنوب هند (هند جنوبی): در کارناتاکا دیوی به نام گوگگاییا "Goggayya" (تقریباً به معنی مرد هولناک) به تقریب می‌تواند به عنوان همتای لولو در نظر گرفته شود. در ایالت تامیل نادو، کودکان اغلب با نام بردن از موجودی با عنوان رتتای کاننان Rettai Kannan (به معنای: دو چشم یکی) مورد تهدید ساختگی قرار می‌گیرند یا از موجودی به نام پوچاآندی(பூச்சாண்டி) بدین منظور استفاده می‌شود، که هیولای مذکر (مرد) مهیب و ترسناکی است که اگر کودکان مطیع نباشند یا از خوردن غذا امتناع نمایند، با تهدید به آمدن او، مواجه می‌گردند. در ایالت آندرا پرادش، معادل لولو، موجودی به نام بوچودو Boochodu می‌باشد. در کرالا مرکزی، لولو با عنوان کوککایی مورد اشاره قرار می‌گیرد که کودکانی را که از دستورهای پدر و مادر خویش تمرد می‌کنند یا به هر طریق مرتکب بی‌ادبی می‌گردند، با خود خواهد برد. بدین ترتیب کودکان در هنگام آزادی خویش، چیزهای وحشتناکی که ممکن است در صورت بُرده شدن توسط کوککایی برای آنها رخ بدهد را، مجسّم می‌نمایند.
- در ایران: در فرهنگ ، کودکانی که مرتکب بی‌ادبی می‌شوند، ممکن است توسط والدین خویش، از لولو ترسانیده شوند. لولو موجودی است که کودکان شیطان را با خود می‌برد و می‌خورد. لولو معمولاً به نام لولو خورخوره (یک لولو که می‌تواند همه چیز را بخورد)، خوانده می‌شود. به‌طور کلی تهدید با لولو یا لولوخورخوره در مورد کودکان خردسالی کاربرد دارد که از خوردن وعده‌های غذایی خود، امتناع می‌ورزند.
- در زبان اورارتویی (لولو) به بیگانه و دشمن می‌گفتند.[نیازمند منبع] لولو همچنین نام قومی تاریخی و جنگجو در ایران است.
- برزیل: del saco یا homem do saco، یعنی مرد کیسه‌ای. والدین به کودکان شیطان می‌گویند که مرد کیسه‌ای آن‌ها را در کیسه‌اش جمع می‌کند و می‌برد.
- ایتالیا: l'uomo nero یعنی مرد سیاه. مرد سیاه بچه‌ها را نمی‌خورد بلکه آن‌ها را به مکانی ترسناک می‌برد.
- اسپانیا: El Coco، ال کوکو معمولاً بچه‌هایی که نمی‌خوابند را می‌برد.
- رومانی: bau-bau
- بلغارستان: Torbalan (مرد کیسه‌دار) که بچه‌ها را می‌رباید، یا talasam که شب‌ها از زیرشیروانی بیرون می‌آید و بچه‌ها را می‌ترساند.
- هندوستان: لولوخورخوره در ایالت تامیل نادو در جنوب هند Rettai Kannan نام دارد و در ایالت آندرا پرادش به آن Buchadu می‌گویند.